# Saint-Gingolph
Saint-Gingolph es una comuna suiza del cantón del Valais, ubicada en el distrito de Monthey. Limita al norte con el lago Lemán y las comunas de Corseaux (VD) y Vevey (VD), al este con Port-Valais, al sur con Vouvry, y al oeste con Saint-Gingolph (FRA-74) y Novel (FRA-74).

## Transportes
Ferrocarril
Cuenta con una estación ferroviaria de donde parten trenes regionales con destino a las principales ciudades y comunas del Cantón del Valais.